# Bistrup (parochie, Hjørring)
Bistrup is een parochie van de Deense Volkskerk in de Deense gemeente Hjørring. De parochie maakt deel uit van het bisdom Aalborg en telt 3938 kerkleden op een bevolking van 4342 (2004).
Historisch was de parochie deel van de herred Vennebjerg. In 1970 werd Bistrup deel van de toen gevormde gemeente Hjørring.
Bistrup · Børglum · Em · Hæstrup · Harritslev · Jelstrup · Løkken-Furreby · Lyngby · Mårup · Rakkeby · Rubjerg · Sankt Catharinæ · Sankt Hans · Sankt Olai · Sejlstrup · Skallerup · Tårs · Vejby · Vennebjerg · Vrå · Vrejlev · Vrensted